# Xuân Lãnh
Xuân Lãnh là một xã thuộc tỉnh Đắk Lắk, Việt Nam.
Xã Xuân Lãnh có diện tích 132,7 km², dân số năm 1999 là 7.837 người, mật độ dân số đạt 59 người/km².
Xã được chia thành 8 thôn: Da Dù, Hà Rai, Lãnh Vân, Lãnh Trường, Lãnh Cao, Lãnh Tú, Soi Nga, Xí Thoại. Trong đó, 4 thôn: Hà Rai, Xí Thoại, Soi Nga, Da Dù có đồng bào dân tộc thiểu số sinh sống.